# Moenkhausia levidorsa
Moenkhausia levidorsa es una especie de peces de la familia Characidae en el orden de los Characiformes.

## Morfología
Los machos pueden llegar alcanzar los 6,4 cm de longitud
total.
- Número de  vértebras 33.[1]

## Hábitat
Vive en zonas de clima tropical.

## Distribución geográfica
Se encuentran en Sudamérica:  cuenca del río Tapajós en Brasil.